# طبقة الصوديوم

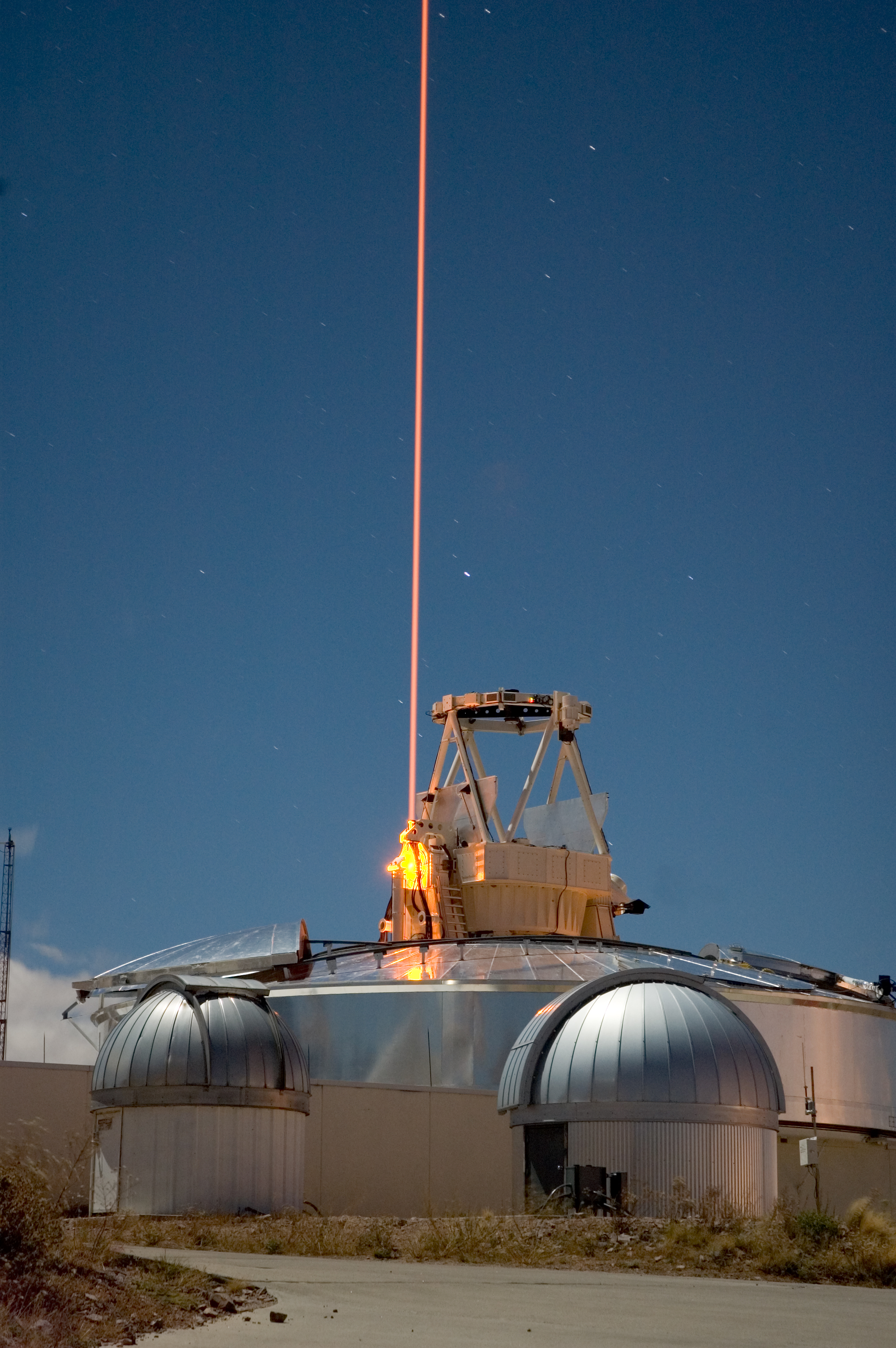
مجموعة نار النجوم الضوئية تستخدمه لإثارة ذرات الصوديوم في الجزء للعلوي الغلاف الجوي

طبقة الصوديوم هي طبقة من الذرات المحايدة من الصوديوم داخل الغلاف الجليدي للأرض. عادة ما تقع هذه الطبقة في نطاق ارتفاع يتراوح بين 80-105 كم (50-65 ميل) فوق مستوى سطح البحر ولها عمق حوالي 5 كم (3.1 ميل).

## نبذة
الصوديوم يأتي من اجتثاث النيازك وعادة ما يرتبط الصوديوم الجوي الموجود تحت هذه الطبقة كيميائيا بمركبات مثل أكسيد الصوديوم في حين أن ذرات الصوديوم فوق الطبقة تميل إلى التأين.

## الكثافة
الكثافة تختلف مع الموسم حيث متوسط كثافة العمود (عدد الذرات لكل وحدة مساحة فوق أي نقطة على سطح الأرض) هو حوالي 4 مليارات ذرات صوديوم / سنتيمتر مربع. لسمك نموذجي من 5 كم هذا يتوافق مع كثافة حجم ما يقرب من 8000 ذرات الصوديوم / سنتيمتر مكعب.
يمكن أن تصبح ذرات الصوديوم في هذه الطبقة متفاعله بسبب أشعة الشمس أو الرياح الشمسية أو لأسباب أخرى وبمجرد إثارة هذه الذرات تشع هذه الذرات بكفاءة عالية حوالي 589 نانومتر وهي في الجزء الأصفر من الطيف. تعرف هذه النطاقات الإشعاعية بخطوط الصوديوم (خطوط فراونهوفر) بينما الإشعاع الناتج هو أحد مصادر توهج الهواء.

## التطورات
وجد علماء الفلك طبقة الصوديوم مفيدة لإنشاء نجمة دليل الليزر الاصطناعي في الغلاف الجوي العلوي. يستخدم النجم بواسطة البصريات التكيفية للتعويض عن الحركات في الغلاف الجوي ونتيجة لذلك يمكن للتلسكوبات البصرية أن تكون أقرب إلى الحد النظري من الدقة.
تم اكتشاف طبقة الصوديوم لأول مرة في عام 1929 بواسطة الفلكي الأمريكي فيستو سليفرر. في عام 1939 اقترح العالم الجيوفيزيائي البريطاني الأمريكي سيدني تشابمان نظرية دورة التفاعل لشرح ظاهرة الوهج الليلي.